# لین وینینگ
لین وِینینگ (چینی: 林伟宁؛ زادهٔ ۱۵ مارس ۱۹۷۹) وزنه‌بردار اهل چین است.